# 이사야서

7개의 사해 사본 중 하나인 이사야 두루마리. 기원전 150~100년경에 필사되었는데, 마소라 본문과 대부분의 내용이 일치한다.

이사야서(-書, 히브리어: ספר ישעיהו, 그리스어: Ἠσαΐας, 영어: Book of Isaiah)는 흔히 구약성경라고 불리는 히브리어 성경의 한 책이자, 기독교 구약성경의 23번째 책으로, 총 66장으로 이루어져 있고, 전통적으로 이사야가 저자로 알려져 있다.

## 배경과 저자

### 시대
이사야서가 기록되던 시기는 유다 왕국에게 참으로 힘든 시기였다. 시리아와 북 이스라엘이 동맹을 통해, 유다를 침공하는 사건이 있었으며, 히즈키야 왕 때에는 아시리아의 산헤립에 의해 예루살렘이 포위공격 당하여 유다왕국의 존폐가 달린 일도 있었다.

### 저자 논쟁
"누가 이사야서를 기록했는가?"에 대해 기원전 8세기 어간에 살았던 이사야 예언자의 저작이라는 견해가 역사-비평적 신학이 발흥하기 전까지 전체 교회의 전통적인 견해였다. 그러나 유럽에 불어닥친 계몽사상의 여파로 성서를 고문헌으로 이해하는 비평적 성서 읽기를 생각하면서, 이사야 외 제2 이사야, 제3 이사야라는 학설 즉, 이사야 예언서의 저자를 복수로 보는 해석이 등장하게 되었다. 1775년 되덜라인(독일어: Johann Christoph Döderlein)은 그의 "이사야"란 (Esaias) 저서에서 이사야서는 두 개의 다른 작품들의 합성이라 주장하고, 아이히혼(J. G. Eichhorn)은 "구약 서론"이란 책에서 이사야서 40-66장은 이사야의 작품이 아니라고 부인했다. 이사야서에 대한 비평적 가설 가운데 가장 영향력이 컸던 게 베른하르트 둠(Bernhard Duhm)의 이사야서 주석(Das Buch Jesaja, 1872)이었다. 둠에 의하면, 이사야서는 원-이사야서 (Proto-Isaiah), 제2 이사야서 (40-55장), 제3 이사야서 (56-66장) 등으로 구분되는데, 소위 제2 이사야서는 기원전 538년 바빌론에 거주하던 추방자들 중의 한 사람이었던 어떤 무명의 예언자에 의해 기록되었고, 소위 제3 이사야서는 추방에서 고국으로 귀환한 후에 어떤 무명의 또 다른 예언자가 기록한 책이며, 소위 원-이사야서는 기원전 2세기 마카비 시대까지도 계속 진화 중에 있던 가장 늦게 산출된 문헌이라 한다.

#### 베른하르트 둠
베른하르트 둠의 삼구분설 비평 가설이 비평학계를 주도하게 되었는데, 이런 구분은 어휘 상의 차이, 문체상의 차이, 신학 사상의 차이 등에 근거한다고 한다. 특히 소위 제2 이사야서에는 심판 이후의 회복 주제가 전면에 부각된다. 또한 소위 제3 이사야서에서도 회복 주제가 부각되지만, 기소하고 심판을 선고하는 심판 메시지도 등장한다. 그런데 주목할 것은 회복의 메시지는 둠이 원-이사야서라 부른 1-39장에서도 여기 저기 나타나고 있으며, 특히 바벨론의 멸망을 선포하는 메시지에서 (이사야 13-14장) 추방 당한 이스라엘의 회복이 아주 분명하게 제시되고 있다 (이사야 14:1 이하)

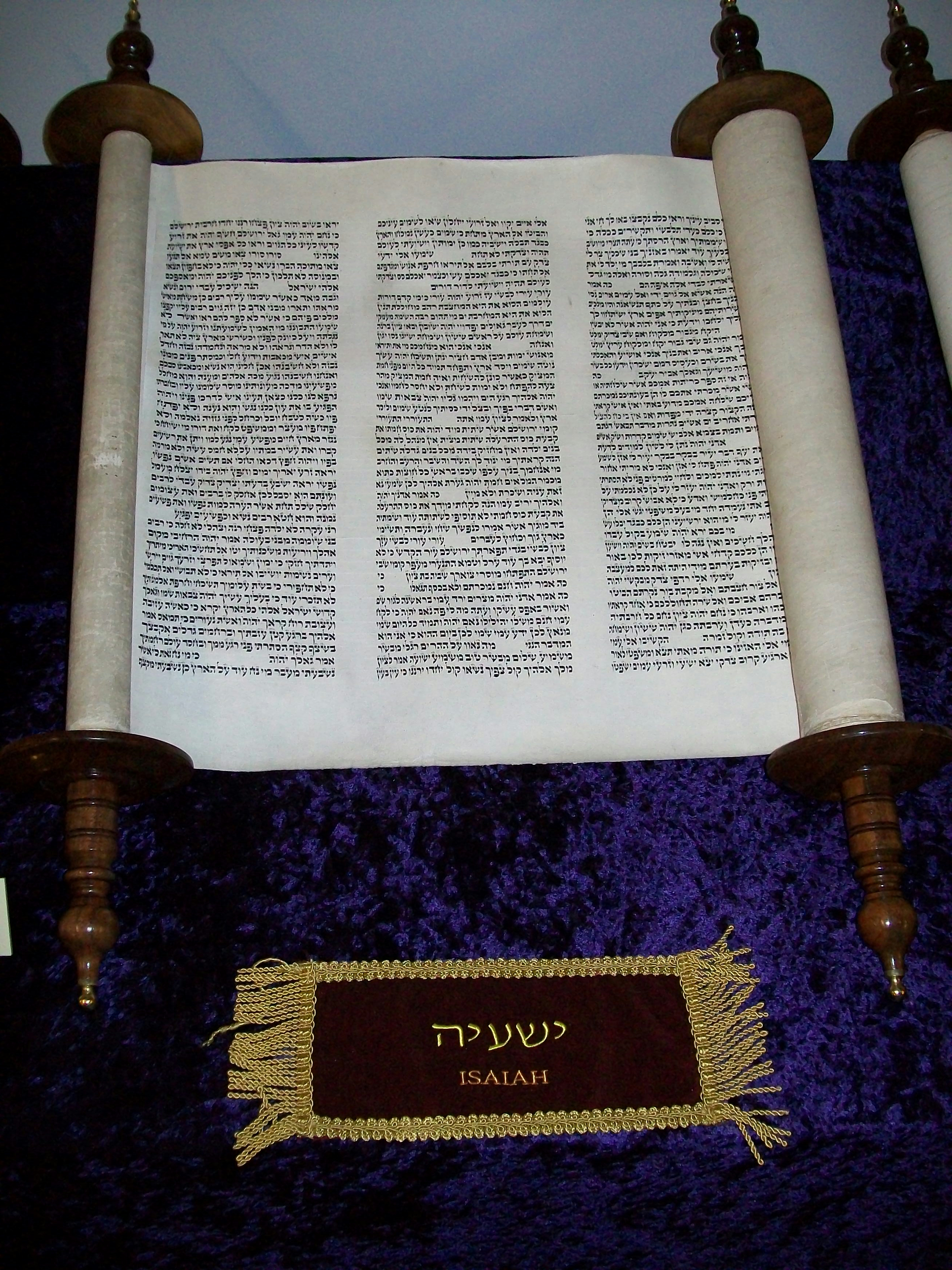

이사야서 후반부를 추방 이후의 저작이라 가정하는 가장 큰 이유 중의 하나는 "고레스(키루스 2세)"라는 페르시아 대왕의 이름이 등장한다는 점이다 (이사야 44:28, 45:1 등). 그래서 이사야 후반부는 키루스 대왕이라는 역사적 인물이 역사 무대에 등장하여 이름을 떨치던 시기에 기록되었으리라는 주장이 힘을 얻었다. 이에 대하여 전통적인 입장에서는 "키루스"라는 왕의 이름은 예언으로 알려졌을 수 있으며 ("요시야"란 이름이 열왕기 상 13:2에서 태어나기 약 300년 전에 예언으로 선포되는 점을 참조), 이사야 후반부의 회복 메시지도 예수나 사도들이 가졌던 입장처럼 (마태오 복음서 3:3, 4:14, 8:17, 사도행전 8:30 등), 이사야 선지자의 예언이라고 확신한다.
베른하르트 둠을 필두로 하는 비평가설이 극복해야 할 가장 큰 도전은 "현재 우리가 지닌 구약 선지서들 중에서 무명의 저작은 전무한데, 유독 이사야같이 가장 유명하고 가장 영향력이 큰 예언서를 어떤 무명의 선지자가 기록했겠는가?"하는 점이다. 더구나 "이사야 후반부의 회복을 이미 체험한 어떤 이가 그 메시지를 기록했다면, 그것은 예언을 가장한 가짜 예언인데(vaticinia ex eventu), 그런 거짓된 것을 성경의 일부로 용납할 수 있겠는가?"하는 것도 설명해야 한다.

## 내용 및 구조
이사야서는 구약의 다른 몇 권의 책들과 아주 비슷한 구조를 가지고 있다. 이사야서의 첫 부분은 이스라엘에 임박한 심판의 문제를 다루고 있으며(이사야 1-12), 다음 장들에는 이방의 여러 나라들에 대한 심판에 초점을 맞춘 내용들이 나오고 있다(이사야 13-35). 그리고 나머지 부분에서는 하나님의 백성에 대한 미래의 축복을 기술하고 있다(이사야 40-66). 36-39장은 본문의 관심이 아시리아에 의한 위기로부터 포로시대 및 그 이후 시대의 관심사들로 바뀌는 전환점의 역할을 하고 있다. 이러한 비슷한 구조는 에제키엘서, 스바니야서, 요엘서, 예레미야서의 본문에서도 쉽게 찾아볼 수 있다.
이사야서는 예언 전집이라고 부를 만하다. 예언자 이사야와 직접 관계되는 것은 <이사야>의 첫 부분(1-39장)뿐인 듯하다. 이사야의 활동 초기에 대한 내용은 6장 1절부터 9장7절까지에 나오고, 말기에 대해서는 22장, 28-32장, 36-39장(서기전 701년 예루살렘의 포위)에서 다룬다. 그 중간 시기에 속하는 것이 1-5장, 9장 8절부터 12장 6절에 나오는 여러 가지 진술이다. 다른 여러 부분은 그 시기와 저자를 확실히 알아낼 수 없다. 13-23장은 이방 민족들에 대한 심판 선언을 담고 있는데, 부분적으로만 이사야와 관련시킬 수 있다. 24-27장은 세상 끝에 관한 묵시문학적인 본문인데 그 저자는 알려져 있지 않다. 33-35장이 역사와 어떻게 관련되는지는 거의 알 수가 없다. 36-39장의 이사야 이야기는 대부분 글자 그대로 열왕기하 18-20장과 일치한다.
40-55장의 사고는 1-39장의 여기 저기서 나타났던 회복 메시지와 유사하다. 이사야는 야훼 하나님이 유다 사람들을 포로 생활에서 해방하여 고향으로 돌아가게 하실 것과 예루살렘이 재건될 것을 선포하고 있다. 56:9--59장은 1-39장 여기 저기 선포되었던 심판 메시지와 유사하며, 60-66장은 추방에서의 귀환과 그 이후의 영광을 노래한다.
| 제목                               | 장      | 내용                                                                 |
| ---------------------------------- | ------- | -------------------------------------------------------------------- |
| 유다와 예루살렘에 대한 심판의 말씀 | 1-12장  | 책망하시며 호출하시는 하나님을 소개하면서 예언을 시작한다.           |
| 이방 민족들에 대한 심판의 말씀     | 13-23장 | 야훼를 교만한 열방을 파하시는 하나님으로 묘사한다.                   |
| 주 하나님의 열방에 대한 심판       | 24-27장 | 야훼를 교만한 열방을 파하시는 하나님으로 묘사한다.                   |
| 이스라엘과 유다에 대한 말씀        | 28-39장 | 사악한 자에게 임할 일련의 화를 선포하면서 심판 주제를 계속해 나간다. |
| 바빌론 포로에 대한 위로의 말씀     | 40-55장 | 현재의 고통과 미래의 희망은 계속 교차하고 있다는 것을 보여준다.      |
| 종말에 대한 소망의 말씀            | 56-66장 | 만물을 새롭게 하시는 하나님을 소개한다.                              |

### 메시지

#### 하나님의 거룩
이사야서는 기존에 소개된 신학을 이야기함은 물론 새로운 신학 사상을 소개하고 있다. 이사야서의 이러한 내용과 견줄 수 있는 구약 본문들은 거의 없을 만큼 독특한 것이다. 이사야서는 옛 사상과 새로운 사상을 조화롭게 엮어냄으로써 중요한 신학문헌이 된다. 이사야서도 다른 예언서와 마찬가지로 독특한 신학적 관점은 항상 일정하게 유지된다. 대부분의 신학자들은 이사야의 핵심 요지가 "하나님의 거룩함"이라고 진술한다.

#### 우상숭배 배경
이사야에 나타난 하나님을 통한 유일신 사상은 결코 변함이 없다. 다른 우상들과 기타 다른 경배의 대상들이 나타나지만, 이러한 것들은 하나님의 경륜에는 참여할 수가 없다. 이스라엘의 하나님은 다른 열방의 신들보다 더 뛰어나다. 하지만 그의 우월함을 스스로 입증하려고 하지는 않으신다. 이스라엘의 하나님은 온 세상의 유일한 하나님이시다. 이러한 이사야의 메시지는 남은 모든 자들에게 희망을 준다. 하지만 이 메시지를 무시한 대부분의 사람들은 '야웨의 날'에 임할 심판에서 벗어날 수 없게 된다.

#### 하나님에 대한 신뢰
시리아와 북 이스라엘의 동맹으로 인한 남 유다 침공, 아시리아의 예루살렘 포위, 그리고 공격 등의 이스라엘의 존폐 위기에서도 이사야는 변함없이 하나님만을 신뢰할 것을 강조하였다. "너희가 굳게 믿지 아니하면 결코 굳건히 서지 못하리라."(이사야 7:9). 이 말씀은 이사야 전체 메시지를 잘 나타내고 있다. 하나님만을 신뢰하고, 말씀에 순종한다면, 예루살렘을 적들의 손으로부터 구원하여 주신다는 것이다. 이사야는 이렇게 담대하게 하나님의 구원을 선포하였다. 이사야의 예언대로 예루살렘은 두 번의 위기를 무사히 넘기게 되었다. 이 때로부터 예루살렘은 하나님께서 보호하시기 때문에 어떤 적도 함락시킬 수 없다는, 예루살렘 신학이 확립되었다. 그리고 이사야는 앞으로 도래할 하나님의 영원한 평화가 있을 비전을 보여 주었으며, 메시야 출현의 꿈을 이스라엘에게 심어 주었다. 또한 에덴의 회복을 갖게 해 주었다.

#### 사회적 정의
이사야는 흔히 예수를 구약성서에서 탄생과 대속적 수난을 예고한 분이라는 그리스도론의 성서적 근거로 인용되지만, 예언자 전통에 따라 사회적 정의(social-justice)를 주장한 사회적 예언자이기도 하다. 그는 하나님을 열심히 예배하면서도, 사회적 약자들인 고아와 과부에게 관심을 갖지 않는 이스라엘에 대해 야훼의 심판으로 멸망한 소돔과 고모라요, 제련작업으로 불순물이 제거되어야 할 은이라고 부른다.
| “ | 9. 만군의 주님께서 우리 가운데 얼마라도 살아 남게 하시지 않으셨다면, 우리는 마치 소돔처럼 되고 고모라처럼 될 뻔하였다. 10. 너희 소돔의 통치자들아! 주님의 말씀을 들어라. 너희 고모라의 백성아! 우리 하느님의 법에 귀를 기울여라. 11. 주님께서 말씀하신다. "무엇하러 나에게 이 많은 제물을 바치느냐? 나는 이제 숫양의 번제물과 살진 짐승의 기름기가 지겹고, 나는 이제 수송아지와 어린 양과 숫염소의 피도 싫다. 12. 너희가 나의 앞에 보이러 오지만, 누가 너희에게 그것을 요구하였느냐? 나의 뜰만 밟을 뿐이다! 13. 다시는 헛된 제물을 가져 오지 말아라. 다 쓸모 없는 것들이다. 분향하는 것도 나에게는 역겹고, 초하루와 안식일과 대회로 모이는 것도 참을 수 없으며, 거룩한 집회를 열어 놓고 못된 짓도 함께 하는 것을, 내가 더 이상 견딜 수 없다. 14. 나는 정말로 너희의 초하루 행사와 정한 절기들이 싫다. 그것들은 오히려 나에게 짐이 될 뿐이다. 그것들을 짊어지기에는 내가 너무 지쳤다. 15. 너희가 팔을 벌리고 기도한다 하더라도, 나는 거들떠보지도 않겠다. 너희가 아무리 많이 기도를 한다 하여도 나는 듣지 않겠다. 너희의 손에는 피가 가득하다. 16. 너희는 씻어라. 스스로 정결하게 하여라. 내가 보는 앞에서 너희의 악한 행실을 버려라. 악한 일을 그치고, 17. 옳은 일을 하는 것을 배워라. 정의를 찾아라. 억압받는 사람을 도와주어라. 고아의 송사를 변호하여 주고 과부의 송사를 변론하여 주어라." 18. 주님께서 말씀하신다. "오너라! 우리가 서로 변론하자. 너희의 죄가 주홍빛과 같다 하여도 눈과 같이 희어질 것이며, 진홍빛과 같이 붉어도 양털과 같이 희어질 것이다. 19. 너희가 기꺼이 하려는 마음으로 순종하면, 땅에서 나는 가장 좋은 소산을 먹을 것이다. 20. 그러나 너희가 거절하고 배반하면, 칼날이 너희를 삼킬 것이다." 이것은 주님께서 친히 하신 말씀이다. 21. 그 신실하던 성읍이 어찌하여 창녀가 되었습니까? 그 안에 정의가 충만하고, 공의가 가득하더니, 이제는 살인자들이 판을 칩니다. 22. 네가 만든 은은 불순물의 찌꺼기뿐이고, 네가 만든 가장 좋은 포도주에는 물이 섞여 있구나. 23. 너의 지도자들은 주님께 반역하는 자들이요, 도둑의 짝이다. 모두들 뇌물이나 좋아하고, 보수나 계산하면서 쫓아다니고, 고아의 송사를 변호하여 주지 않고, 과부의 하소연쯤은 귓전으로 흘리는구나./이사야 1:9-23/새번역 | ” |

## 이사야서의 해석 방법론
이사야의 회복 메시지는 심판 메시지와 함께 이사야서를 구성하는 큰 요소이며, 다른 요소는 내러티브 문체로 제시된 역사 기술이다 (이사야 7-8장, 36-39장). 이사야서를 해석하고자 할 때, 역사비평적 접근법은 이사야서의 생성과 발전을 추적하는 데 정력을 소진시켰다. 그러나 불행인지 다행인지 오늘날에는 이사야서의 현재 모습에서 메시지를 찾고자 시도한다. 이는 브리바드 차일즈의 정경비평이나 신 문학 비평의 영향에 의한 것이다. 이런 현재적 경향에서 이사야서 해석에 중요한 열쇠는 내러티브로 제시된 부분들이 그렇지 아니한 부분들과 갖는 사고면에서의 상관성에 주목하는 것이다. 이사야는 아하스와 히즈키야의 믿음을 대조 비교하면서 "우리에게 믿음의 모델이 누구인가?"를 제시하고 있다. 히즈키야는 엄청난 위기의 스트레스에 처하여 기도와 이사야 선지자의 영적 권세에 의지하여 국가와 개인의 위기를 극복할 수 있었다. 그렇다면, 이 메시지를 듣는 성도는 세상을 살아갈 때 어떻게 믿음 생활을 해야 하겠는가? "하느님을 절대 신뢰하고 그분을 앙모하라."는 것이 메시지의 핵심이다.
이사야 후반부에서 특히 부각되는 이스라엘의 추방에서의 귀환과 그 이후의 찬란한 영광은 이사야의 장엄한 예언의 절정이며, 그 예언의 규모나 아름다움은 여타 선지자의 그것을 월등하게 능가하고 있다. 그가 선포한 회복된 이스라엘의 영광은 고난 받는 야웨의 종을 통해서 성취될 것이다. 그렇다면 그 야웨의 종은 누구를 가리키는가?
종이 누구냐하는 문제에 대해서는 많은 논란이 거듭되어 왔다. 이사야40-55장에 전반적으로 종의 노래(42:1-4, 49:1-6, 50:4-9,52:13-53:12) 이외의 다른 부분에도 종이 언급되어있다. 대개 지금까지 연구되어 온 학설들을 종합해보면 그 종을 어떤 민족 또는 특정한 집단 사회를 지칭한 것으로 본 집단설이 있다. 그 집단설에 따르면 하느님과 이스라엘 민족 사이에 맺어진 언약의 사상에서 찾게된다. 이 언약이란 사람사이에 맺는 계약과는 근본적으로 다르다. 즉 한편은 절대 능동적이요 다른 한편은 절대 피동적인데 그 특수성이 있다. 야훼 하나님은 이스라엘을 종 되었던 땅에서 인도하여 내시고 저들과 언약을 맺고 그 족속들의 주가 된 것이다. 그러므로 구약의 야훼의 종 사상은 이스라엘 족속 전체에게 베풀어진 하나님의 언약을 떠나서는 이해할 수가 없다.
과거에 생존했던 역사적 인물이라고 하여 개인설을 말한, 둠에 의하면 그 야웨의 종은 율법을 가르치는 예언 교사를 지칭한다. 반면 젤린은 1898년에는 스룹바벨을, 1901년에는 여호야긴을, 1922년에는 모세를 지칭한 것이라고 입장을 몇 번이나 바꾸어 주장했다. 1921년 모빙켈은 말하길, 그 종은 다름 아닌 선지자 자신이라 했다(Balla, Gunkel, Haller, Hans Schmidt, Begrich 등이 동의했다). 그러다가 1930년 젤린은 입장을 다시 바꾸어, 제1-3 야웨의 종의 노래들은 제2 선지자가 자기를 가리켜 말한 것이라면, 제4 노래는 그의 제자 제3 이사야가 스승에 대한 애가를 부른 것이라 했다. 모빙켈도 이에 질세라 자기 입장을 바꾸어 1931년에는 야웨 종들의 노래들은 제2 이사야의 제자들 집단에서 유래했으며, 구원을 가져오는 자에 관한 견해가 변화되었다고 했다. 즉 제2 이사야는 고레스(키루스)가 구원을 가져 오는 자라고 보았다면, 그의 제자들은 이런 견해에 불만을 느끼고, 보다 영적인 야웨의 종을 기대하여 제2 이사야의 고레스 노래들을(44:24-48:22) 모방하여 종의 노래들을 작사했다 한다.
↵이런 비평가들의 이해는 신약의 해석과 상충한다. 신약은 야웨의 종은 바로 인류의 구원을 완성한 예수 그리스도시라고 분명하게 제시한다 (마르코 복음서 10:45, 사도행전 8:30 이하). 기독교 신학은 이사야가 예언한 그 야웨의 고난받는 종은 예수 그리스도라는 사실에 근거한다. 그가 인류의 죄를 대신하여 담당하는 대속의 원리는 레위기가 제시하는 짐승 제사로 그림처럼 조명되는데, 히브리서는 그 짐승 제사의 실체가 바로 예수 그리스도이심을 확실하게 제시하고 있다. 의하면 그 야웨의 종은 율법을 가르치는 예언 교사를 지칭한다. 반면 젤린은 1898년에는 스룹바벨을, 1901년에는 여호야긴을, 1922년에는 모세를 지칭한 것이라고 입장을 몇 번이나 바꾸어 주장했다. 1921년 모빙켈은 말하길, 그 종은 다름 아닌 선지자 자신이라 했다(Balla, Gunkel, Haller, Hans Schmidt, Begrich 등이 동의했다). 그러다가 1930년 젤린은 입장을 다시 바꾸어, 제1-3 야웨의 종의 노래들은 제2 선지자가 자기를 가리켜 말한 것이라면, 제4 노래는 그의 제자 제3 이사야가 스승에 대한 애가를 부른 것이라 했다. 모빙켈도 이에 질세라 자기 입장을 바꾸어 1931년에는 야훼 종들의 노래들은 제2 이사야의 제자들 집단에서 유래했으며, 구원을 가져오는 자에 관한 견해가 변화되었다고 했다. 즉 제2 이사야는 고레스가 구원을 가져 오는 자라고 보았다면, 그의 제자들은 이런 견해에 불만을 느끼고, 보다 영적인 야훼의 종을 기대하여 제2 이사야의 고레스 노래들을(44:24-48:22) 모방하여 종의 노래들을 작사했다 한다.
그렇다면, 그리스도를 통해서 성취될 것으로 선포된 (예컨대, 사 11-12장, 35장, 42장, 49, 53장 등을 참조) 이스라엘 회복 사건은 언제 어떻게 성취될 것인가? 이스라엘의 회복은 바빌론에서의 70년 포로생활에서의 귀환으로 부분적으로 성취되었지만, 그런 성취는 사실 이사야가 바라 본 그 찬란한 영광에 비하면 너무나 초라했고, 더구나 즈가리야 같이 귀환 이후 성전 재건을 독려하고 또 재건을 보았던 선지자까지도 여전히 이스라엘의 회복을 미래적 사건으로 조망하고 있다는 점은 바벨론에서의 귀환 정도로 이사야가 바라 본 이스라엘의 회복을 마무리 지을 수 없게 한다.
여기에 이사야가 선포한 회복 메시지의 영적 비밀이 놓인다. 비록 이사야가 그 당대의 유대인적 색채로 예언을 선포했지만, 그 궁극적 성취는 그리스도를 통해서 교회에서 이루어질 것이었다. 특별히 주목을 끄는 것은 바울 사도께서 롬 9-11장에서 이스라엘의 구원 문제를 고민하면서 이사야 후반부 특히 65-66장의 사고에 크게 근거한다는 사실이다. 사도가 창세기로부터 시작해서 이스라엘의 구원 역사를 개괄하면서 남은 자의 원리, 선택된 자만 구원된다는 구원사의 원리를 제시하면서 가장 강력하게 강조하는 이방인의 영입과 유대인의 남은 자 구원의 원리는 바로 이사야 65-66장에 근거하고 있는 것이다. 물론 호세아서나 기타 구절들도 활용하지만, 사도 바울의 심정에서 이사야의 메시지만큼 크게 그의 생각을 움직인 것은 없었던 것 같아 보인다.

## 이사야 두루마리
1947년에 쿰란에서 이사야서와 관련 있는 두 개의 사본이 발견되었다. 이사야서 전체를 담고 있는 사본은 쿰란 제1동굴에서 발견되었다. 다른 하나도 같은 동굴에서 발견되었지만 이사야서의 일부분만 기록, 보존되어 있는 것이다.
2007~2008년 대한민국 서울에서 전시된 바 있다

## 신약에서의 인용
신약에서는 백개 이상의 이사야 구절들을 인용되고 있다. 요한은 "주님의 영광을 보았기 때문에 예수님을 가리켜 그렇게 말하였다"(요한 복음서 12:41 현대인의성경)을 인용하고 있다. 누가는 필립보가 에티오피아의 내시에게 다가갈 때 그 내시가 선지자 이사야의 글을 읽고 있었다고 말하고 있다. 내시가 읽던 성경은 이사야서 53장 7-8절이었다. 이사야서에 대한 신약의 인용구들은 열 두 개의 장으로부터 나온 것들이다. 일곱 개는 1-39장의 내용이며, 다섯 개는 40-66장에서 인용된 것이다.

## 참고 문헌
- Bandstra, Barry L. (2008). 《Reading the Old Testament: an introduction to the Hebrew Bible》. Cengage Learning. ISBN 978-0495391050.
- Barker, Margaret (2003). 〈Isaiah〉.   Dunn, James D. G.; Rogerson, John William. 《Eerdmans Commentary on the Bible》. Eerdmans. ISBN 9780802837110.
- Becker, Uwe (2003). 〈The Book of Isaiah: Its Composition History〉.   Lena-Sofia Tiemeyer, Lena-Sofia. 《The Oxford Handbook of Isaiah》. Oxford University Press.
- Blenkinsopp, Joseph (2002). 《Isaiah 40–55: A new translation with introduction and commentary》. Doubleday. ISBN 0-385-49717-2.
- Blenkinsopp, Joseph (2003). 《Isaiah 56–66: A new translation with introduction and commentary》. Doubleday. ISBN 0-385-50174-9.
- Boadt, Lawrence (1984). 《Reading the Old Testament:An Introduction》. Paulist Press. ISBN 9780809126316.
- Brettler, Marc Zvi (2010). 《How to read the Bible》. Jewish Publication Society. ISBN 978-0-8276-0775-0.
- Brueggemann, Walter (2003). 《An introduction to the Old Testament: the canon and Christian imagination》. Westminster John Knox. ISBN 978-0-664-22412-7.
- Cate, Robert L. (1990a). 〈Isaiah〉.   Mills, Watson E.; Bullard, Roger Aubrey. 《Mercer Dictionary of the Bible》. Mercer University Press. ISBN 9780865543737.
- Cate, Robert L. (1990b). 〈Isaiah, book of〉.   Mills, Watson E.; Bullard, Roger Aubrey. 《Mercer Dictionary of the Bible》. Mercer University Press. ISBN 9780865543737.
- Childs, Brevard S. (2001). 《Isaiah》. Westminster John Knox Press. ISBN 9780664221430.
- Clifford, Richard (1992). 〈Isaiah, Book of: Second Isaiah〉.   Freedman, David Noel. 《The Anchor Bible Dictionary》 3. Doubleday. 473쪽. ISBN 0385193610.
- Cohn-Sherbok, Dan (1996). 《The Hebrew Bible》. Cassell. ISBN 0-304-33702-1.
- Coogan, Michael D. (2009). 《A Brief Introduction to the Old Testament》. Oxford University Press.
- Gnuse, Robert Karl (1997). 《No Other Gods: Emergent Monotheism in Israel》. Continuum. ISBN 9781850756576.
- Goldingay, John (2001). 《Isaiah》. Hendrickson Publishers. ISBN 0-85364-734-8.
- Goldingay, John (2005). 《The message of Isaiah 40–55: a literary-theological commentary》. Continuum International Publishing Group. ISBN 9780567030382.
- Hannah, Darrell D. (2005). 〈Isaiah Within Judaism of the Second Temple Period〉.   Moyise, Steve; Menken, Maarten J.J. 《Isaiah in the New Testament: The New Testament and the Scriptures of Israel》. Continuum. ISBN 9780802837110.
- Lemche, Niels Peter (2008). 《The Old Testament between theology and history: a critical survey》. Westminster John Knox Press. ISBN 9780664232450.
- Petersen, David L. (2002). 《The Prophetic Literature: An Introduction》. Westminster John Knox Press. ISBN 9780664254537.
- Sawyer, John F.A. (1996). 《The Fifth Gospel: Isaiah in the History of Christianity》. Cambridge University Press. ISBN 9780521565967.
- Soggin, J. Alberto (1989). 《Introduction to the Old Testament: From Its Origins to the Closing of the Alexandrian Canon》. Westminster John Knox Press. ISBN 0-664-21331-6.
- Stromberg, Jake (2011). 《An Introduction to the Study of Isaiah》. Continuum International Publishing Group. ISBN 9780567363305.
- Sweeney, Marvin A. (1996). 《Isaiah 1–39: With an Introduction to Prophetic Literature》. Eerdmans. ISBN 9780802841001.
- Sweeney, Marvin A. (1998). 〈The Latter Prophets〉.   McKenzie, Steven L.; Graham, Matt Patrick. 《The Hebrew Bible Today: An Introduction to Critical Issues》. Westminster John Knox Press. ISBN 9780664256524.
- Whybray, R. N. (2004). 《The Second Isaiah》. T&T Clarke. ISBN 9780567084248.